# Джонатан Лител
Джонатан Лител (на английски: Jonathan Littell) е билингвален (английски език/френски език) автор, живеещ в Барселона. Той израства във Франция и САЩ, и има двойно гражданство в двете страни.
На български език е преведена книгата му „Доброжелателните“ (на френски: Les Bienveillantes, 2006; на английски: The Kindly Ones, 2009), с която Лител печели „Гонкур“ и Гранд При през 2006. За свои интелектуални и писателски ментори, оставили без съмнение отпечатък върху „Доброжелателите“, Литъл смята Маркиз дьо Сад, Морис Бланшо, Робърт Антелм и Жорж Батай. Някои критици наричат книгата „порно за Холокоста“, упреквайки я в преексплоатация и изопачаване на историческата тематика на Холокоста. Английският превод на романа е отличен и с наградата „Bad Sex in Fiction Award“ на списание Literary Review (2009).

## Биография
Роден е 10 октомври 1967 г. в Ню Йорк в семейството на автора на шпионски романи Робърт Лител. Въпреки че баба и дядо му са евреи, емигрирали от Русия в САЩ в края на 19 век, Лител не определя себе си като евреин „по никакъв начин“ и е цитиран да казва: „за мен юдаизмът не е нищо повече от исторически фон“.
Озовава се във Франция на тригодишна възраст, след което завършва част от образованието си в САЩ, където учи между 13-годишната и 16-годишната си възраст, преди да се върне във Франция, за да се дипломира с бакалауреат (френската матура). Следва в Йейлския университет, където се дипломира с бакалавърска степен през 1989 г. По време на годините в Йейл завършва първата си книга, Bad Voltage, а по-късно среща Уилям Бъроуз, който оставя траен отпечатък върху него. След това е работил като преводач, пресъздавайки от френски на английски език творби на Маркиз дьо Сад, Морис Бланшо, Жан Жоне и Паскал Киняр.
Между 1994 и 2001 г. работи за международната хуманитарна организация Action Against Hunger, като участва в мисии главно в Босна и Херцеговина, но и в Чечня, Демократична република Конго, Сиера Леоне, Кавказ, Афганистан и Москва. През януари 2001 г. е жертва на засада в Чечня, по време на която е леко ранен. През същата година решава да се концентрира върху проучванията за втората си книга, Доброжелателните. През това време работи и като консултант на хуманитарни организации.
Джонатан Лител живее в Барселона.

## Произведения
- Bad Voltage (1989)
- Les Bienveillantes (2006)
Доброжелателните. изд. „Колибри“, София (2009), 816 с. прев. от френски Георги Ангелов. ISBN 978-954-529-678-9 [8][9][10]
- The Security Organs of the Russian Federation. A Brief History 1991 – 2004 (2006)[11]
- Le Sec et L'Humide (2008)
- Études (2008)
- Georgisches Reisetagebuch (2008)
- Récit sur Rien (2009)
- Tchétchénie, An III (2009)[12]
- En Pièces (2010)
- Triptyque Bacon (2011) (Triptych: How to Look at Francis Bacon)
- The Invisible Enemy (2011)
- Une vieille histoire (2012)
- Carnets de Homs (2012)
- The Fata Morgana Books (2013)
- Une vieille histoire. Nouvelle version (2018)
Една стара история. изд. „Колибри“, София (2009), прев. от френски Георги Ангелов
- De l'agression russe. Écrits polémiques (2022)
- Un endroit inconvénient (2023)